# Tommy Kelly (calciatore)
Tommy Kelly (Dublino, ...) è un ex calciatore irlandese, di ruolo difensore e centrocampista.

## Carriera
Kelly inizia la carriera nel Bohemians, ottenendo il secondo posto nel campionato 1966-1967.
Nella stagione 1967-1968 passa allo Shamrock Rovers, ottenendo il quarto posto finale e vincendo la FAI Cup 1967-1968 e la League of Ireland Shield 1967-1968. Con i Rovers esordisce anche nelle coppe europee, giocando un incontro nei sedicesimi di finale nella Coppa delle Coppe 1967-1968,
Kelly si trasferisce negli Stati Uniti d'America per giocare nei Boston Beacons, con cui disputa la prima edizione della North American Soccer League. Kelly con i Beacons chiuse la stagione al quinto ed ultimo posto della Atlantic Division.
Ritornato in patria, milita nella stagione 1968-1969 con il  St Patrick's, ottenendo il quinto posto finale.
Dalla stagione 1969-1970 al 1982 ritorna a giocare nel Bohemians con cui vince due campionati irlandesi nel 1975 e 1978, due coppe d'Irlanda e due coppe di lega. Durante la sua militanza con i Bohs gioca più volte nelle varie coppe europee, ottenendo come migliori risultati il raggiungimento degli ottavi di finale della Coppa delle Coppe 1976-1977 e della Coppa dei Campioni 1978-1979.
Con 575 partite disputate, e 31 reti segnate, Kelly è il calciatore dei Bohs con più presenze nella storia del club.

## Palmarès

### Club
- Campionato irlandese: 2

Bohemians: 1974-1975, 1977-1978
- Coppa d'Irlanda: 2

Shamrock Rovers: 1968
Bohemians: 1969-1970, 1975-1976
- League of Ireland Shield: 1

Shamrock Rovers: 1968
- Coppa di Lega irlandese: 2

Bohemians: 1974-1975, 1978-1979